# Jeff Rouse
Jeffrey Norman "Jeff" Rouse, född 6 december 1970 i Fredericksburg i Virginia, är en amerikansk före detta simmare.
Rouse blev olympisk guldmedaljör på 100 meter ryggsim vid sommarspelen 1996 i Atlanta.